# Gnaeus Caecilius Simplex
Gnaeus Caecilius Simplex († 21. Dezember 69 in Rom) war ein römischer Suffektkonsul im Jahr 69.
Simplex war im Amtsjahr 68/69 Prokonsul von Sardinien. Am 1. November 69 wurde er zusammen mit Gaius Quintius Atticus zum Suffektkonsul ernannt. Schon früher in diesem Jahr hatte Simplex versucht, sich an der Stelle des Aulus Marius Celsus in die höchste Magistratur einzudrängen und das Konsulat mit Geld zu erkaufen. Doch damals wies Kaiser Vitellius den Bewerber zurück. Vitellius gab später dann doch Simplex das Konsulat, ohne dass er es kaufen musste. Unter der Amtsführung dieser beiden Konsuln erfolgte die Katastrophe des Sturzes des Vitellius. Die siegreichen Truppen des Thronanwärters Vespasian bedrängten Vitellius immer mehr. Als Vitellius abzudanken versuchte, überreichte er Simplex sein Schwert, das Symbol der höchsten Gewalt, das Simplex aber nicht annahm. Vitellius wurde von seinen Anhänger zur Fortsetzung der Herrschaft gedrängt. Nach dem Sturz des Vitellius fand auch Simplex sein Ende. 